# لوريس بطيء بنغالي
لوريس بطيء بنغالي هو نوع من عائلة لوريس بطيء يعيش في شبه القارة الهندية وجنوب شرق آسيا البري.